# Piako (fiume)
Il fiume Piako (Piako River in inglese) è un sistema fluviale di pianura che drena le acque nel Firth of Thames nell'Isola del Nord della Nuova Zelanda. Assieme al fiume Waihou, è uno dei due principali corsi d'acqua a drenare le pianure dell'Hauraki. Quello del Piako è quindi il principale sistema fluviale del distretto di Matamata-Piako, e lungo le sue rive sono situate le cittadine di Morrinsville e Ngatea.

## Descrizione
Il fiume Piako ha una portata media annua di 17 m³/s (nei pressi della Paeroa-Tahuna Road) e presenta un bacino idrografico di circa 1 440 km² che occupa gran parte dell'area centrale e occidentale delle pianure dell'Hauraki. Il fiume scorre per circa 100 km, in direzione nord-sud, dalla città di Hinuera a sud fino a riversarsi nel Firth of Thames a nord, a cinque chilometri a ovest della città di Thames.
Il fiume Piako ha due bracci principali: il primo, che è il maggiore, drena le acque provenienti dalla parte settentrionale delle colline Te Miro-Tahuroa e dalla catena Pakaroa. Gli affluenti principali provenienti dalle pendici orientali di queste colline sono i torrenti Piakonui e Piakoiti. Questi corsi d'acqua, insieme al più piccolo torrente Toenepi, si uniscono appena a sud di Kereone per diventare il fiume Piako. Le pendici occidentali sono invece drenate dal torrente Waitakaruru, che si unisce al fiume Piako nei pressi della città di Morrinsville. Mentre il fiume Piako procede verso nord, viene alimentato da molti piccoli corsi d'acqua che drenano le pendici orientali delle colline di Hangawera.
Il secondo ramo è quello del fiume Waitoa, che nasce vicino a Piarere. Il Waitoa drena le piane di Hinuera e la parte meridionale delle pianure dell'Hauraki, prima di convergere nel fiume Piako in una vasta palude conosciuta come la Kopuatai Peat Duomo, a nord est di Tahuna. Il bacino idrografico del corso superiore del fiume Piako drena anche la porzione orientale orientali della catena montuosa di Hapuakohe con dei piccoli affluenti.
Il sistema fluviale del Piako è anche fortemente caratterizzato dalla presenza di numerose aziende lattiero-casearie e dell'industria ad essa associata. Il torrente Toenepi - un piccolo affluente del fiume Piako - è stato ampiamente oggetto di studio circa l'impatto ambientale degli allevamenti intensivi per la produzione di latte, in particolare dal punto di vista della qualità delle acque e dello sviluppo di migliori pratiche agricole.